# Oldies (吉田拓郎のアルバム)
『Oldies』（オールディーズ）は、吉田拓郎のセルフカバー・アルバム。2002年3月27日にインペリアルレコード（テイチクエンタテインメント）から発売された。

## 概要
- セルフカバー・アルバムは吉田拓郎とLOVE2 ALL STARS名義の『みんな大好き』以来5年ぶりのリリースである。
- 鳥山雄司との共同プロデュースで鳥山が編曲・ギターを担当。鳥山の自宅のスタジオで録音された。

## 収録曲
- 全作曲:吉田拓郎（特記以外）編曲:吉田拓郎・鳥山雄司（特記以外）

1. 入り口 (Instrumental)　
作曲・編曲:鳥山雄司
新曲
2. 襟裳岬
作詞:岡本おさみ
初出:アルバム『今はまだ人生を語らず』（1974年）
  - テレビ朝日系『T×2 SHOW』エンディングテーマ
3. リンゴ 　
作詞:岡本おさみ
初出:アルバム『元気です。』（1972年）
4. Oldies
作詞：吉田拓郎
初出:非売品シングル「僕らの旅」（1972年）／ニッポン放送『バイタリス・フォークビレッジ』のテーマ（1973年）
  - 公式に発売されていなかった、スバル・レックスのCMソング「僕らの旅」とニッポン放送『バイタリス・フォークビレッジ』のテーマを合わせた曲。
5. 高円寺
作詞：吉田拓郎
初出:アルバム『元気です。』（1972年）
6. Voice
作詞:岡本おさみ
初出:シングル「もうすぐ帰るよ」（1977年）
7. こうき心
作詞：吉田拓郎
初出:アルバム『青春の詩』（1970年）
8. 祭りのあと
作詞:岡本おさみ
初出:アルバム『元気です。』（1972年）
9. 蒼い夏
作詞:岡本おさみ
初出:アルバム『伽草子』（1973年）
10. 家へ帰ろう
作詞：吉田拓郎
新曲
  - テレビ東京系『日経スペシャル ガイアの夜明け』テーマソング[2][3]
11. かくれましょう
作詞:岡本おさみ
初出:アルバム『たくろうオン・ステージ第二集』（1972年）

## 参加ミュージシャン
- All Instruments & Programming：鳥山雄司
- Musicians：吉田拓郎・武部聡志・駒沢裕城・KYON
- Guitar tech for Yuji TORIYAMA, 遠藤圭介
- Musician coordinate：大竹茂 (デイブレイク)

## 関連作品
- 元気です。
- 伽草子